# Erk Sens-Gorius
Erk Sens-Gorius (25 de enero de 1946) es un deportista alemán que compitió para la RFA en esgrima, especialista en la modalidad de florete. Participó en dos Juegos Olímpicos de Verano en los años 1972 y 1976, obteniendo una medalla de oro en Montreal 1976 en la prueba por equipos.

## Palmarés internacional
| Juegos Olímpicos | Juegos Olímpicos  | Juegos Olímpicos | Juegos Olímpicos    |
| Año              | Lugar             | Medalla          | Prueba              |
| ---------------- | ----------------- | ---------------- | ------------------- |
| 1976             | Montreal (Canadá) | Medalla de oro   | Florete por equipos |